# 1775

## Събития
- 17 януари – За пръв път е поставена пиесата „Съперници“ на Ричард Шеридан;
- 12(23) януари по инициатива на Михаил Ломоносов и Иван Шувалов е основан Московският университет;
- Край на Селската война в Русия
  - 10(21) януари – в Москва е екзекутиран Емелян Пугачов;
  - 15(26) януари – с указ река Яик е преименувана на Урал;
  - императрица Екатерина II провежда административна реформа на губерниите;
  - разгонване на Запорожката Сеч;
- януари – Австрия анексира Буковина;
- Начало на войната за независимост на САЩ
  - 9 февруари – британският Парламент обявява колонията Масачузетс за бунтовна;
  - 19 април – първи сблъсъци при Лексингтън и Конкорд;
  - 14 юни – създадена е Континенталната армия;
  - 15 юни – Джордж Вашингтон е назначен за главнокомандващ на Континенталната армия;
  - 13 октомври – създаден е флотът на САЩ;
- 17 ноември – официален указ за основаване на финладския град Куопио;
- село Удинское (съвременният град Улан Уде) придобива статут на градско селище и център на провинция;
- Парната машина  навлиза в индустрията

## Родени
- 20 януари – Андре-Мари Ампер, френски физик, откривател на електромагнетизма
- 21 януари – Мануел Гарсия (баща), испански оперен певец, композитор и педагог († 1832 г.)
- 27 януари – Фридрих Вилхелм Йозеф Шелинг, немски философ
- 23 април – Джоузеф Търнър, английски художник
- 6 август – Луи XIX, дофин на Франция
- 10 септември – Джон Кид, английски химик и професор
- 12 декември – Уилям Хенри, английски химик
- 16 декември – Джейн Остин, английска писателка;
- неизв. – Стефан Богориди, османски държавник;